# Gerulf Murer
Gerulf Murer (* 19. August 1941 in Gaishorn am See) ist ein österreichischer Landwirt und ehemaliger Politiker (FPÖ). Murer war Abgeordneter zum österreichischen Nationalrat und Staatssekretär im Bundesministerium für Land- und Forstwirtschaft.

## Ausbildung und Beruf
Gerulf Murer ist der Sohn des als „Schlächter von Wilna“ bekannten Franz Murer und absolvierte nach der Pflichtschule zwei Semester an einer Landwirtschaftsschule. Zudem besuchte Murer drei Semester die Höhere Landbauschule der Land- und Forstwirtschaftskammer in Hessen-Nassau und schloss seine Ausbildung mit dem Grad Ing. agr. ab. Murer übernahm zwischen 1966 und 1968 Verwaltungs- und Assistententätigkeiten auf einer Farm in Südwestafrika und war danach Landwirt auf dem elterlichen Hof. 1995 wurde er zum Ökonomierat ernannt.

## Politik
Murer war in den Jahren 1980 bis 1983 sowie 1990 bis 1995 Mitglied des Gemeinderates der Marktgemeinde Gaishorn am See und hatte die Funktion des Landesparteiobmann-Stellvertreters der FPÖ Steiermark inne. Er war zudem Bezirksparteiobmann der FPÖ Liezen und Landesbauernobmann der FPÖ Steiermark. Zwischen 1979 und 1983 war er Bundesbauernobmann der FPÖ und zwischen 1978 und 1986 Vorstandsmitglied des Milchhofes Leoben.
Murer vertrat die FPÖ vom 5. Juni 1979 bis zum 18. Mai 1983 im Nationalrat. Er war im Anschluss bis zum 21. Jänner 1987 Staatssekretär im Bundesministerium für Land- und Forstwirtschaft und vom 17. Dezember 1986 bis zum 14. Jänner 1996 erneut Abgeordneter zum Nationalrat.

## Vater
Gerulf Murers Vater Franz Murer war ein österreichischer Kriegsverbrecher. Er war als „Schlächter von Wilna“ bekannt und wurde 1948 in Vilnius zu 25 Jahren Zwangsarbeit verurteilt. 1955 wurde er an Österreich überstellt, dort aber umgehend auf freien Fuß gesetzt. Beim späteren österreichischen Wiederaufnahme-Prozess 1962/63 sollen seine Söhne jüdische Opfer und Zeugen verhöhnt haben, Franz Murer wurde in erster Instanz freigesprochen, die Ermittlungen schließlich 1974 eingestellt. Gerulf Murer hat 1989 angekündigt, dass neutrale Historiker aus Deutschland mit einem von ihnen verfassten Buch die Unschuld seines Vaters beweisen würden. Dieses Buch ist bis heute nicht erschienen.

## Auszeichnungen
- 1986: Großes Silbernes Ehrenzeichen am Bande für Verdienste um die Republik Österreich[3]